# Monuments nationaux de Prijedor
Cet article recense les monuments nationaux situés sur le territoire de la ville de Prijedor en Bosnie-Herzégovine et dans la république serbe de Bosnie. La liste établie par la Commission pour la protection des monuments nationaux compte 4 monuments nationaux inscrits sur la liste principale et 10 monuments inscrits sur une liste provisoire.

## Monuments nationaux
| Monument                                                          | Ville ou village | Géolocalisation | Datation    | Commentaire éventuel          | Photo |
| ----------------------------------------------------------------- | ---------------- | --------------- | ----------- | ----------------------------- | ----- |
| Église en bois Saint-Élie de Marićka                              | Marićka          |                 | Années 1870 | Avec les biens mobiliers      |       |
| Čaršijska džamija de Prijedor                                     | Prijedor         |                 | Années 1840 |                               |       |
| Mosquée du Sultan Ahmed                                           | Prijedor         |                 | 1747        | Avec le harem et le cimetière |       |
| Église de la Translation-des-Reliques-de-Saint-Nicolas de Jelićka | Jelićka          |                 |             | Église en bois                |       |

## Liste provisoire
| Monument                                          | Ville ou village | Géolocalisation              | Datation                     | Commentaire éventuel         | Photo |
| ------------------------------------------------- | ---------------- | ---------------------------- | ---------------------------- | ---------------------------- | ----- |
| Alisići-Klisina                                   | Ališići          |                              |                              |                              |       |
| Église de l'Ascension de Busnovi                  | Busnovi          |                              | XVIIIe siècle ou XIXe siècle | Église partiellement en bois |       |
| Église de la Sainte-Trinité de Prijedor           | Prijedor         |                              | 1891                         | Église orthodoxe serbe       |       |
| Église Saint-Pierre-et-Saint-Paul de Donja Ravska | Donja Ravska     |                              | ?                            | Église catholique            |       |
| Chapelle Saint-Georges de Kozarac                 | Kozarac          |                              | ?                            | Dans le cimetière du village |       |
| Église Saint-Pierre-et-Saint-Paul de Kozarac      | Kozarac          | 44° 58′ 08″ N, 16° 50′ 24″ E | ?                            | Église orthodoxe serbe       |       |
| Église en bois de Rakelići                        | Rakelići         |                              | ?                            |                              |       |
| Forteresse de Kozarac                             | Kozarac          |                              | ?                            |                              |       |
| Forteresse de Zecovi                              | Zecovi           |                              | Moyen Âge ?                  |                              |       |
| Église du Sacré-Cœur-de-Jésus de Šurkovac         | Šurkovac         |                              | ?                            | Église catholique            |       |